# Mecochirus
Il mecochiro (gen. Mecochirus) è un crostaceo estinto, appartenente ai decapodi. Visse tra il Giurassico inferiore e il Cretaceo superiore (circa 195 – 70 milioni di anni fa) e i suoi resti fossili sono stati ritrovati in Europa, Groenlandia, Sudamerica, Antartide, Australia e Nuova Zelanda.

## Descrizione
Questo strano crostaceo possedeva in aspetto insolito, dovuto principalmente alla lunghezza del primo paio di appendici toraciche (pereiopodi), lunghe più del resto del corpo dell'animale. Queste ultime, anziché portare chele terminali come avviene in molti crostacei, erano dotate di un segmento semplice e allungato, a cui non faceva da contraltare il classico dito fisso della chela. Il pereiopode allungatissimo era finemente ricoperto da tubercoli e, almeno in alcune specie (ad es. Mecochirus germari), percorso da carene longitudinali e parallele. Il margine inferiore del pereiopode era dotato di numerosi dentelli, e in molte specie vi erano vere e proprie frange finissime (ad es. Mecochirus longimanatus).
Il carapace era generalmente ricoperto da una fitta ornamentazione di tubercoli, con un margine rostrale corto e privo di dentelli, mentre l'incisione oculare era poco profonda. 
Le dimensioni di Mecochirus variavano da pochi centimetri di lunghezza a oltre 10 centimetri. 

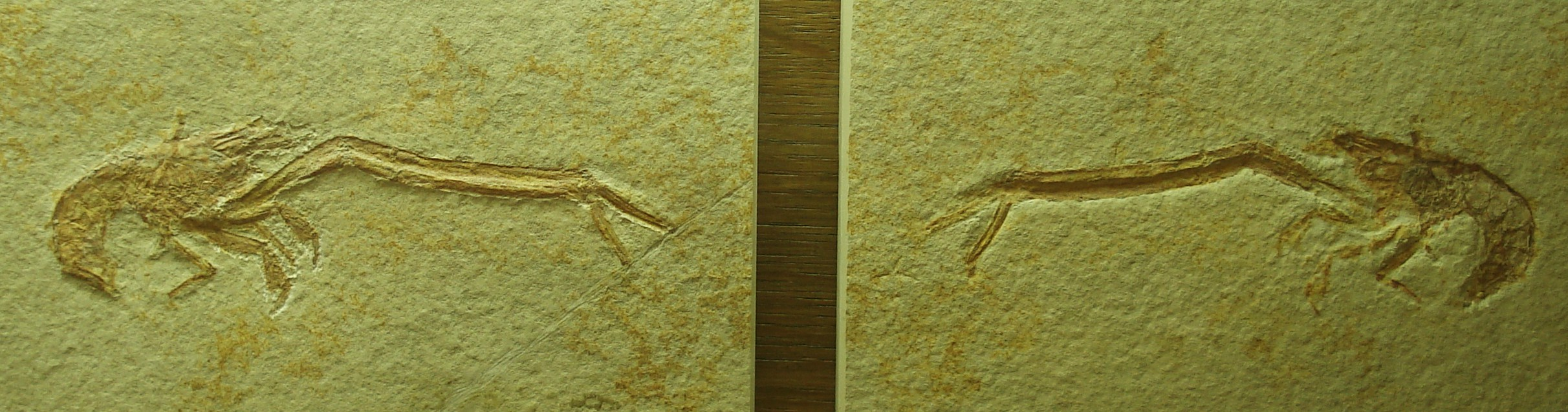
Impronta e controimpronta di Mecochirus longimanatus

## Classificazione
I primi fossili di Mecochirus vennero raccolti nel ben noto giacimento di Solnhofen e vennero descritti da Schlotheim nel 1820 sotto il nome di Macrourites longimanatus. Successivamente Germar (1827) attribuì questa specie a un nuovo genere di crostacei, Mecochirus appunto.
Sono note numerose specie di questo animale, diffuse tra il Giurassico inferiore e il Cretaceo superiore (circa 195 – 70 milioni di anni fa) e i resti fossili si rinvengono in numerosi giacimenti in varie parti del mondo. Tra le specie più antiche si ricordano la già citata Mecochirus germari, proveniente dal Giurassico inferiore di Osteno (Italia), M. robbianoi dell'Argentina e M. olifex della Germania. Nel Giurassico medio visse M. clypeatus dell'Inghilterra, mentre nel Giurassico superiore il genere è molto diffuso con numerose specie note in Francia, Inghilterra e Germania (tra cui M. longimanatus, M. peytoni, M. minimus), ma sono note anche forme del Cile (M. chilensis) e della Nuova Zelanda (M. marwicki). Nel Cretaceo si ebbe una drastica riduzione della varietà specifica e della diffusione di questi animali; oltre alle specie dell'Aptiano dell'Australia (M. mcclymontorum, M. bartholomaii, M. lanceolatus), i più recenti fossili noti sono stati ritrovati curiosamente in Antartide (M. crofti) e in Groenlandia (M. rostratus).
Mecochirus appartiene a un gruppo di crostacei decapodi noto come glifeoidi, attualmente rappresentato solo da due specie ma che nel corso del Mesozoico ebbe larga diffusione. Mecochirus si distingue da generi come Glyphea per le notevoli appendici toraciche, e viene classificato in una famiglia a sé stante (Mecochiridae), alla quale appartengono altre forme simili (come Pseudoglyphea), anche se con appendici non così allungate.

## Paleoecologia e paleobiologia
Quale fosse la funzione degli straordinari pereiopodi non è chiaro. Probabilmente si trattava di organi utili nell'accoppiamento o nella nutrizione. 

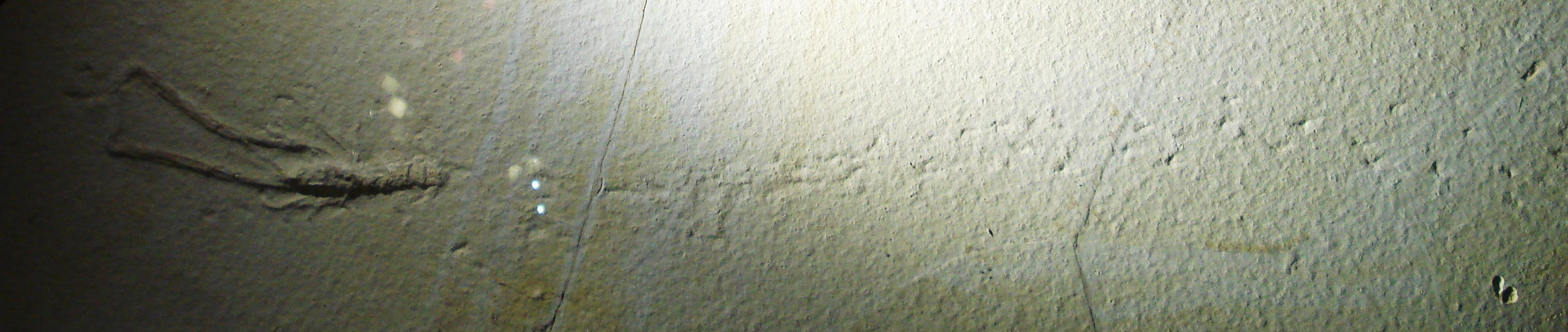
Esemplare di Mecochirus con traccia fossile. Jura Museum, Eichstaett.

Alcuni eccezionali fossili provenienti da Solnhofen mostrano un esemplare di Mecochirus al termine di una traccia da lui stesso lasciata: probabilmente l'animale stava camminando sul fondale marino quando è incappato in una zona povera di ossigeno e non è riuscito ad allontanarsene.